# 앤서니 렘크
앤서니 렘크(Anthony Lemke)는 캐나다의 배우이다.